# Riconquista finlandese dell'istmo careliano
La riconquista finlandese dell'istmo careliano è stato un episodio della guerra di continuazione tra Finlandia e Unione Sovietica a seguito della quale l'esercito finlandese occupò l'istmo di Carelia ceduto ai sovietici ai sensi del trattato di Mosca del marzo 1940.

## Contesto
Allo scoppio della guerra di continuazione, nella regione tra la Carelia ed il Golfo di Finlandia erano schierati tre corpi d'armata finlandesi a nord del fiume Vuoksi e tre divisioni sovietiche a difesa della costa. I due schieramenti rimasero sulla difensiva fin quando la 10. divisione meccanizzata sovietica venne chiamata a rinforzo della difesa di Leningrado, posta sotto assedio dall'esercito tedesco.

## La battaglia
Il 31 luglio l'esercito finlandese attaccò costringendo i sovietici a ritirarsi da Ilmee.
Dopo un'inarrestabile avanzata di sei giorni la 15 divisione finlandese era nei pressi dalla ferrovia Viipuri–Joensuu dove circondò i sovietici e costringendoli ad arretrare verso il lago Tyrjänjärvi.
Il sovietici tentarono una controffensiva ma il 13 agosto dovettero ritirarsi dalla penisola di Huiskonniemi e dall'isola di Kilpolansaari.
Il 20 agosto la Stavka, consapevole delle proprie difficoltà ordinò una nuova ritirara a sud-ovest di Viipuri, tra il fiume Vuoksi e il lago Suvanto. Ciò ridusse il fronte ma significò l'abbandono di buone posizioni difensive. Un nuovo attacco finlandese lungo il canale di Saimaa portò l'esercito finnico fino al fiume Ykspäänjoki, sulla baia di Viipuri.
Il 24 agosto le forze finlandesi arrivarono fino alla penisola Lokhaniemi e da qui accerchiarono le forze sovietiche che, demoralizzate, si arresero. 
I finlandesi proseguirono dunque la loro avanzata fino a completare la conquista dell'istmo careliano.